# Famille de Thiard
Pour les articles homonymes, voir Thiard.
La famille de Thiard et de Thiard de Bissy est une famille de la noblesse française, originaire de Bourgogne et de Sologne.

## Histoire
La famille de Thiard, qui appartient à la noblesse française, a donné de nombreuses personnalités dont des hommes d’Église, des hommes de lettres et des militaires haut gradés.

## Membres notables
- Pontus de Tyard (1521-1604), évêque de Chalon de 1578 à 1594, écrivain et poète, membre du cercle littéraire de la Pléiade ;
- Cyrus de Thiard de Bissy ( -1624), évêque de Chalon de 1594 à 1624 ;
- Héliodore de Thiard (1558-1593), militaire ;
- Claude de Thiard (1620-1701), général ;
- Henri-Pons de Thiard de Bissy (1657-1737), évêque de Toul de 1687 à 1704, évêque de Meaux de 1704 à 1737 et cardinal ;
- Anne-Louis de Thiard de Bissy (1715-1748), général, mestre de camp général de la cavalerie ;
- Claude de Thiard de Bissy (1721, -1810), général et académicien ;
- Henri de Thiard de Bissy (1723-1794), général et homme de lettres ;
- Auxonne de Thiard de Bissy (1772-1852), général, diplomate et homme politique, après avoir été chambellan de Napoléon Ier[1]

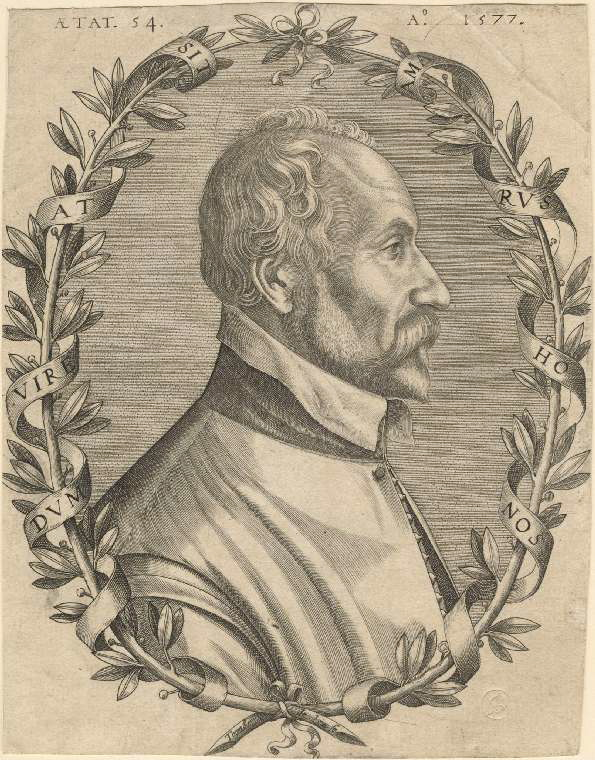
Pontus de Thyard.
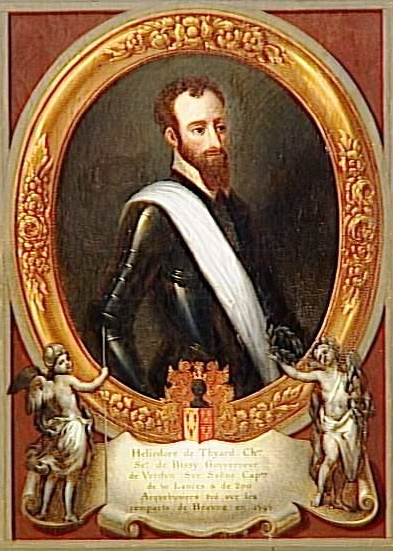
Héliodore de Thiard de Bissy.
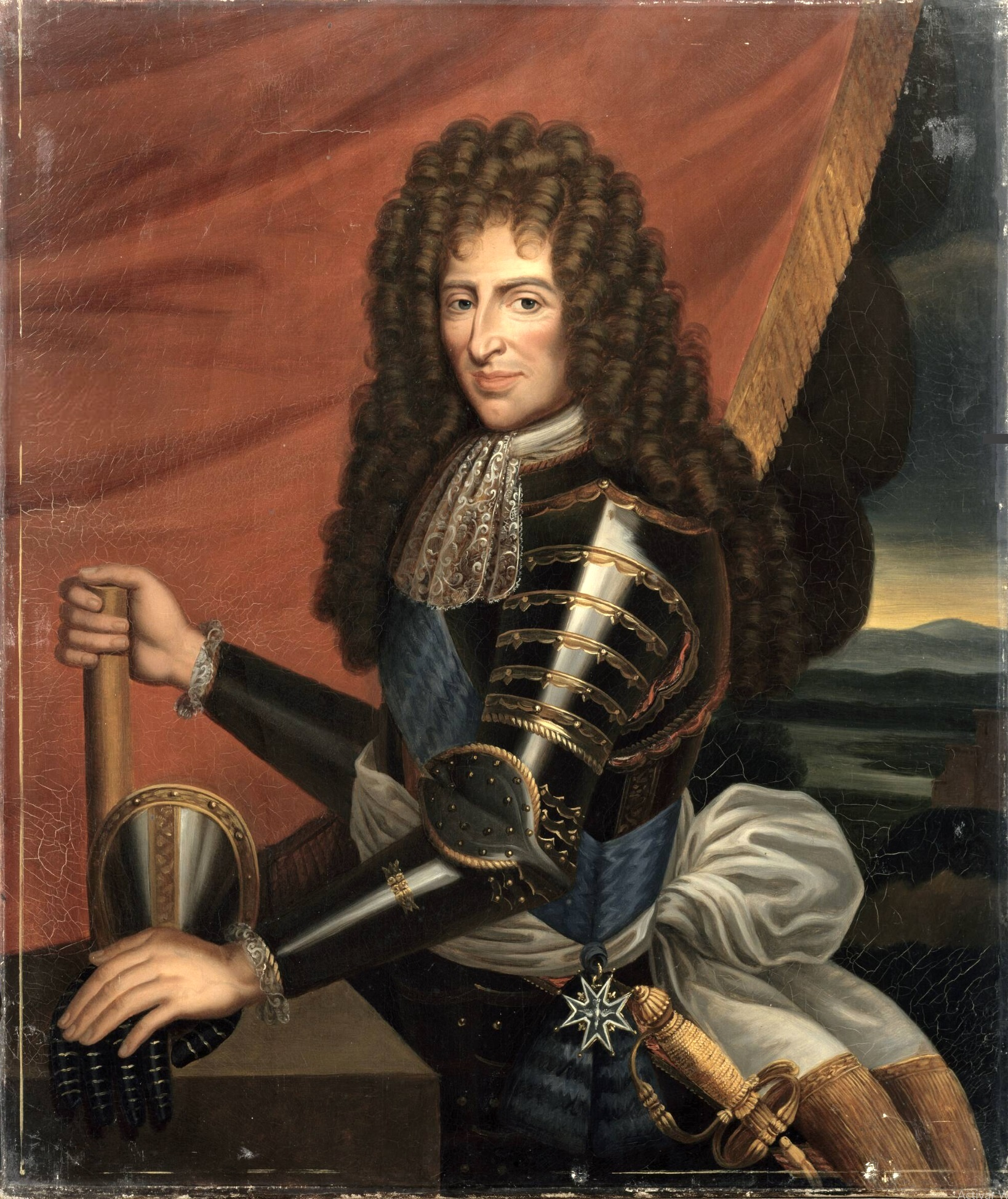
Bilfeldt - Claude V Thiard (1620-1701), comte de Bissy.
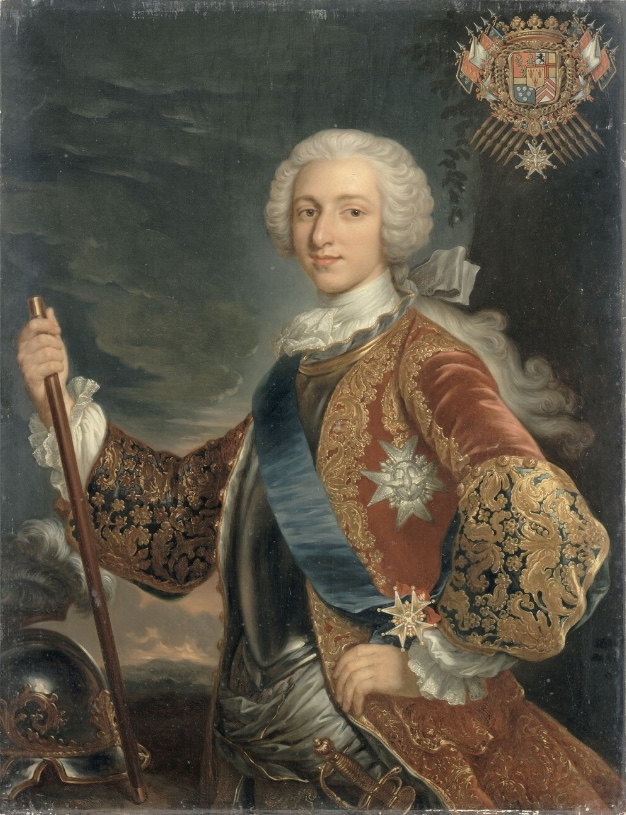
Anne-Louis de Thiard, marquis de Bissy.
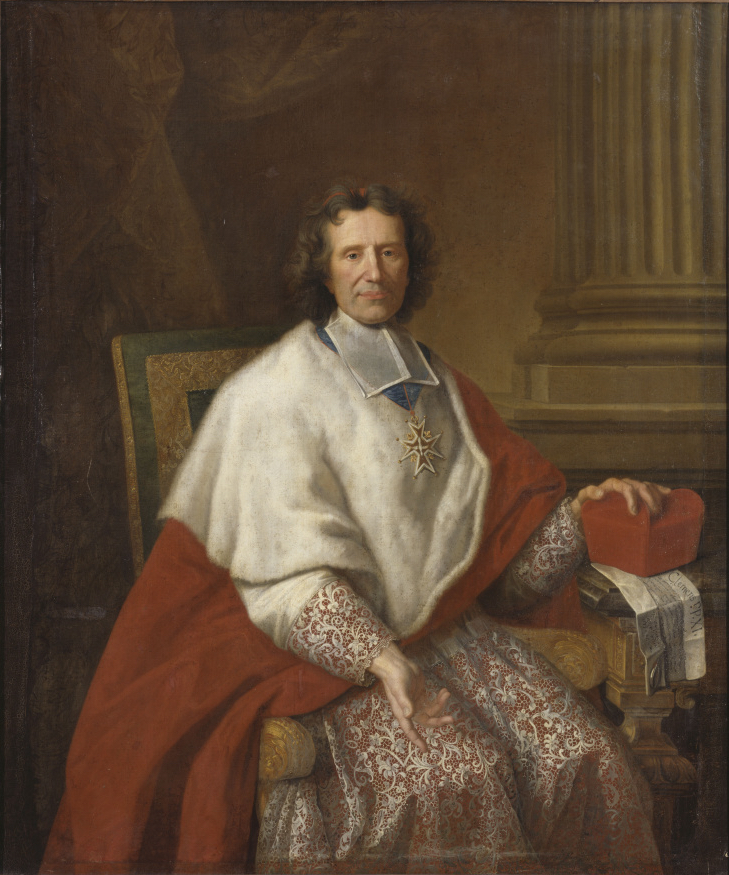
Cardinal Henri-Pons de Thiard de Bissy.
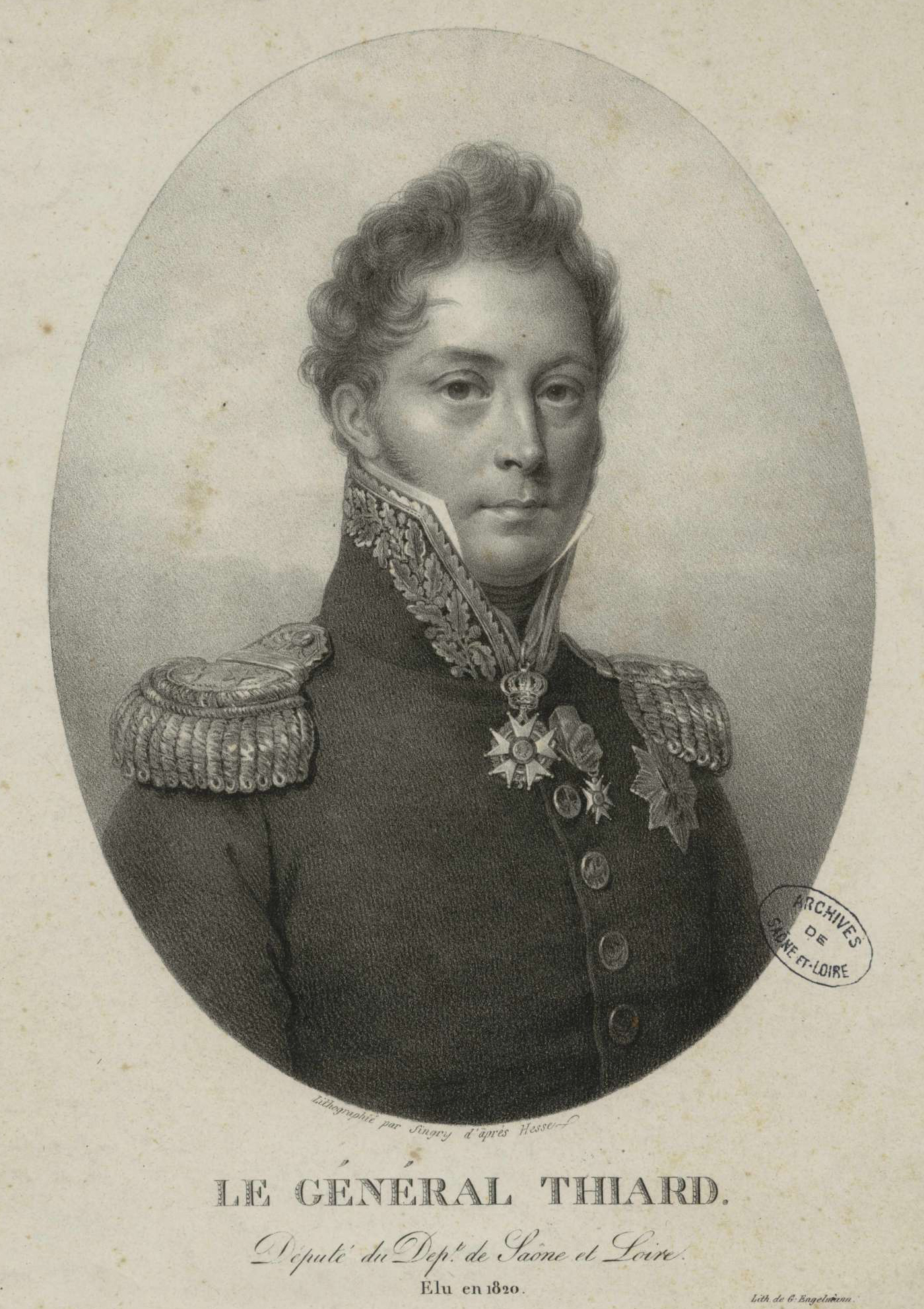
Auxonne de Thiard de Bissy.

## Armoiries
Le blason de la famille de Thiard (définition héraldique : « D'or, à trois écrevisses de gueules. ») est notamment visible au château de Pierre-de-Bresse (fronton du corps du logis seigneurial et couronnement du portail d'honneur, restauration effectuée début 2023).